# Morus serrator

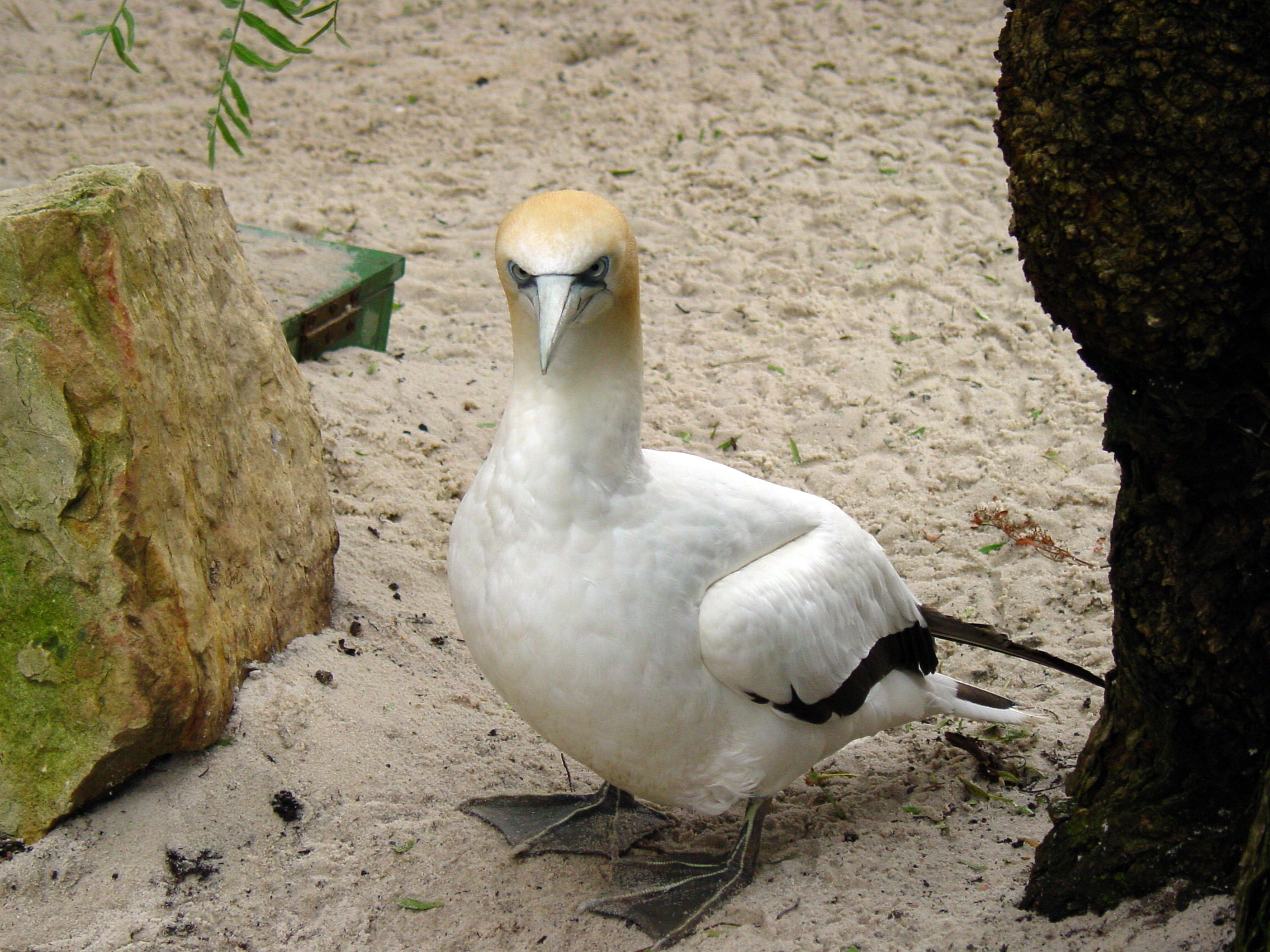
Alcatraz australiano

El alcatraz australiano (Morus serrator), llamado Tākapu en maorí, es una especie de ave suliforme de la familia Sulidae autóctona de Australia, Tasmania y Nueva Zelanda, donde anida en grandes colonias a lo largo de la costa de las islas.
Mide 89 cm de longitud y pesa 2,3 kg en promedio. Su plumaje es blanco con pintas negras en las alas y cola; la cabeza es amarillenta, el pico azulado y las patas grises.
Se alimenta principalmente de calamares y de pequeños peces. Es un pescador experto y se zambulle con facilidad.
Desde 1950 su número ha aumentado, aunque algunas colonias han desaparecido y otras se han reducido. Se calcula que hay entre 70.000 y 75.000 parejas anidando.